# 충청북도도로관리사업소
충청북도도로관리사업소(忠淸北道道路管理事業所)는 충청북도 관내의 도로 유지 보수의 원활한 수행과 중장비의 운영·관리를 위하여 충청북도청 산하에 설치된 사업소이다.
사업소장은 지방기술서기관으로 보한다.

## 연혁
- 1922년 3월: 충청북도토목관구사업소 설치
- 1972년 12월: 충청북도건설사업소로 변경
- 1982년 3월: 충청북도중기사업소 흡수, 충청북도도로관리사업소로 변경
- 2001년 9월: 충청북도개발사업소 흡수, 충청북도종합건설본부로 변경
- 2007년 1월: 충청북도도로관리사업소로 변경

## 조직
사업소장
- 행정지원과
- 도로관리과
- 충주지소
- 옥천지소